# Esguevillas de Esgueva (kommunhuvudort)
Esguevillas de Esgueva är en kommunhuvudort i Spanien.   Den ligger i provinsen Provincia de Valladolid och regionen Kastilien och Leon, i den centrala delen av landet, 160 km norr om huvudstaden Madrid. Esguevillas de Esgueva ligger 783 meter över havet och antalet invånare är 342.
Terrängen runt Esguevillas de Esgueva är huvudsakligen platt, men åt nordväst är den kuperad. Runt Esguevillas de Esgueva är det mycket glesbefolkat, med 6 invånare per kvadratkilometer. Närmaste större samhälle är Quintanilla de Onésimo, 14,0 km söder om Esguevillas de Esgueva. Trakten runt Esguevillas de Esgueva består till största delen av jordbruksmark.